# 扬抑格
扬抑格，又称强弱格、長短格，是一種音步。它是西方诗歌里的一种韵脚形式，由一个重读音节后面加上一个轻读音节组成，与抑扬格相反。英文单词 trochee 本身就是一个扬抑格：它由重读音节 /ˈtroʊ/ 后面跟上一个轻读音节 /kiː/ 组成。
扬抑格比抑扬格快是一个悠久的古老传统，戏剧中扬抑格常与欢快活泼的场景相联系。某古代评论家指出，扬抑格的名字 trochee 就来自“奔跑的人”的比喻 (ἐκ μεταφορᾶς τῶν τρεχόντων) ，罗马韵律学家 Marius Victorinus 也认为名字来源于它行进的速度 (dictus a cursu et celeritate)。

## 例子
美国诗人亨利·华兹华斯·朗费罗 (Henry Wadsworth Longfellow) 的《海华沙之歌》(The Song of Hiawatha) （韵律来自于埃利亚斯·伦罗特的《卡勒瓦拉》），几乎全篇都是扬抑格，只有偶尔会用其他（抑扬格、扬扬格、抑抑格等）替换：
Should you ask me, whence these stories?
Whence these legends and traditions,
With the odours of the forest,
With the dew and damp of meadows,
第二行的 "and tra-" 是一个抑抑格替换，第三行的 "With the" 和 "of the" 也是。
除了《海华沙之歌》，至少在英语中没有其他更好的例子了。这是爱伦·坡的《乌鸦》：
Ah, distinctly I remember it was in the bleak December;
And each separate dying ember wrought its ghost upon the floor.
还有莎士比亚的《麦克白》：
Double, double, toil and trouble;
Fire burn and cauldron bubble.
也许因为扬抑格简单易懂、朗朗上口，它常用于儿歌中：
Peter, Peter pumpkin-eater
Had a wife and couldn't keep her.
拉丁语诗歌中，尤其是中世纪时期的，扬抑格也相当常见。对于中世纪拉丁语，重音永远不会落在最后一个音节上，因此该语言非常适合于四行诗。例如dies irae：
Dies irae, dies illa
Solvet saeclum in favilla
Teste David cum Sibylla.
《卡勒瓦拉》和很多古芬兰语诗歌一样，是用四音步抑扬格的变体写成。
波兰、捷克的文学作品中也常见扬抑格。 Vitězslav Nezval 的诗 Edison 是六音步抑扬格。
Taylor Swift 的歌《空格》 在合唱部分使用了扬抑格，导致许多人听错了歌词（发生了Mondegreen现象，又叫“空耳”） 。"Got a long list of ex-lovers" 这句歌词为了适应重音模式而非常不自然：
Got a long list of ex-lovers
一般情况下重音落在 'ex-lovers' 的 'ex' 上。这就导致人们第一次听时容易听成 "All the lonely Starbucks lovers"。
在希腊语和拉丁语中，音节结构为长音节和短音节，而不是重音和非重音，因此除了悲剧和喜剧的某些段落外，拉丁诗人很少使用扬抑格。